# Grímnismál
Il Grímnismál (discorso di Grímnir) è uno dei poemi dell'edda poetica, una delle fonti principali della mitologia norrena. È attualmente conservato nel manoscritto Codex Regius e nel frammento AM 748 I 4to.
Come il precedente, è un poema gnomico, ma mentre il Vafþrúðnismál ("Discorso di Vafþrúðnir")  era un dialogo, in cui due voci si alternavano a dimostrare la loro sapienza, il Grímnismál consiste in un monologo, col quale  Odino, celato sotto il nome di Grímnir, svela a re Geirrøðr  i misteri del mondo divino.
Anche qui la sapienza mitologica viene inserita in una cornice: l'infido Geirrøðr, divenuto re dopo aver eliminato il fratello maggiore, rivela una natura assai poco generosa maltrattando coloro che giungono alla sua dimora chiedendo ospitalità. È il caso di un viandante di nome Grímnir, che il re lega tra due fuochi divampanti per indurlo a confessare chi sia. Dopo otto giorni di ostinato silenzio, il prigioniero prende la parola e, in un lungo monologo, rivela al re e al giovane figlio di questi, Agnarr, tutto quanto vi sia da sapere sull'universo e sugli dèi, culminando con l'elenco dei nomi con i quali Grímnir si è fatto conoscere nel corso dei suoi viaggi, alla fine del quale si scoprirà che il viandante è lo stesso Odino, di cui il re aveva fino ad allora goduto il favore. Terrificato dall'apparizione, Geirrøðr balza in avanti per liberare il dio ma cade sulla sua spada e muore. Il figlio Agnarr, di animo giusto e generoso, gli succede.

## Struttura e datazione del poema
Il testo del poema comprende unicamente il monologo di Odino, ovvero le parole pronunciate dal dio al re Geirrøðr. Il contesto della vicenda viene chiarito invece da due passi in prosa, un prologo sull'ascesa al trono di Geirrøðr e per quali ragioni aveva deciso di torturare così crudelmente il suo ospite Grímnir, e un brevissimo epilogo nel quale la narrazione si chiude con la morte del re.
Evidenze linguistiche ci mostrano che le parti in prosa risalgono al XII o XIII secolo. Cioè di due o tre secoli posteriori al poema stesso, che risalirebbe al X secolo.
I passi in prosa furono presumibilmente scritti dal compilatore medievale del manoscritto dell'Edda poetica, che sentì la necessità di palesare il contesto del monologo di Odino, in questo fornendoci un aiuto inestimabile per l'interpretazione del testo. È possibile che  il monologo facesse parte in origine di una lunga narrazione in cui si alternassero parti poetiche e in prosa, ma con il decadere dell'età scaldica e con la progressiva perdita del materiale orale tradizionale, si rese ad un certo punto necessario raccontare, a chi non ne avesse familiarità, l'intera vicenda di re Geirrøðr e del suo misterioso ospite.